# Психоактивно вещество
Психоактивните вещества (наречени още психотропни вещества) са химически субстанции, въздействащи главно на централната нервна система. Те създават временни изменения на възприятията, настроението, съзнанието и поведението.
Освен в медицината и фармацевтиката, за лечение на психически заболявания и с терапевтични цели, тези вещества се употребяват като ентеогени, които предизвикват изменени състояния на съзнанието с духовни и спиритуални цели, като средства за изследване на психиката и не на последно място за удоволствие.
Поради злоупотребата с психоактивните вещества голяма част от тях са забранени за ползване без лекарско предписание, а някои от тях са обявени за незаконни.

## История на употребата
Употребата на психоактивните вещества е стара колкото и човечеството. Скални рисунки на халюциногенни гъби, открити в пещери в Сахара, са на възраст 11 хил. години, а рисунки на ритуали, свързани с халюциногенни растения в пещери в Танзания и Австралия – на повече от 40 хил. години пр.н.е.. Психоактивните растения (най-вече халюциногените) са били издигани в религиозен култ от почти всички древни цивилизации, съществували на земята. Има научни теории, които сочат, че произхода на религиите е свързан пряко с тези растения. Древните хора са познавали много добре техните качества и са ги използвали за връзка с Бог, комуникация с духове на починали хора, други разумни същества или животни. Други психоактивни вещества са използвани и с лечебни цели, за проникване в съзнанието на болни хора с цел лекуване (виж Salvia divinorum). В групови ритуали употребата им е целяла постигане на колективен транс (между шамани или други „посветени“ в тайните), който помагал за решаване на проблеми, свързани с общността или племето.
През средновековието, след като психоактивни растения от Америка са внесени от мореплаватели по времето на Колумб в Европа, християнската църква забранява използването им, защото то противоречи на нейните закони, а хората, употребяващи ги, са заклеймени като еретици и вещици и биват изгаряни на кладите. Въпреки наличието на много такива растения и гъби в Европа, тяхната употреба тук не е могла да стане масова (както при индианците в Америка) и да бъде превърната в култ. Почти всички древни народи на континента (напр. викингите, древните гърци, траките и др.) въпреки това са употребявали променящи съзнанието вещества.
- Листа марихуана
- Макът е източник на опиум
- Хапчета екстази
- Халюциногененната червена мухоморка
- Халюциногененният кактус пейот

Интересът на западния свят към психоактивните вещества нараства значително през 20-и век. Това става след откриването на халюциногена ЛСД и появата му на улицата през 60-те години. Много от почти забравените екзотични психоактивни растения и съставки стават широко достъпни. Изолират се много отдавна познати вещества, създават се нови. За тяхната известност допринасят културните течения на 20-и век – културата на хипитата, психеделичната музика, по-късно и електронната музика.

## Видове
Основните видове психоактивни вещества са:
- Невролептици (антипсихотици) – имат седативен ефект, намаляват възбудата, агресивността и халюцинациите.
- Депресанти – вещества, потискащи централната нервна система и забавящи нейните функции. Това са седативните средства, алкохола, барбитуратите, бензодиазепините, но терминът също така може да се приложи и за опиатите (наркотични аналгетици).
- Стимуланти – повишават физическата и (или) психическата активност. Действат на централната и периферната нервна система.
- Халюциногени – група психоактивни вещества, които чрез въздействие върху рецепторите за серотонин в невроните предизвикват халюцинации.

## Начин на действие
Психоактивните вещества действат на химичните процеси в мозъка. Всяко вещество има специфично действие върху един или повече невротрансмитери и рецептори. Тези, които повишават синтеза и активността на определен невротрансмитер, се наричат агонисти, обратно, които ги намаляват – антагонисти. Вторите действат също така, като блокират рецепторите на неврона и не позволяват на вече отделените невротрансмитери да се свържат с него.
Употребата на психоактивни вещества може да промени структурата и функциите на невроните, когато нервната система се опитва да възстанови баланса на невротрансмитерите в нервните клетки, повлияни от субстанциите. Употребата на антагонисти за определен невротрансмитер може да увелечи броя на рецепторите, отговорни за него. Те стават и по-чувствителни. Обратно, количеството на рецепторите и чувствителността могат да бъдат и намалени. Тогава става въпрос за толеранс. Свръхчувствителността и толерансът обикновено се създават при многократна употреба на дрогите, но е възможно появата им и след единичен случай на употреба. Смята се, че тези процеси са в основата на пристрастяването.

## Злоупотреба с психоактивни вещества
Някои психоактивни вещества (хероин, морфин, кокаин, алкохол, никотин и др.) са известни със силната зависимост, която предизвикват. Тя бива психическа (при която човек изпитва нужда от дрогата, за да се чувства по-добре) и физическа (при която дрогата се взема по принуда, за да се избегне абстиненцията, която е болезнена). Не всички вещества са с пристрастяващ ефект, но тези, които директно действат на рецепторите за допамин и регулират неговото количество, са най-подходящите кандидати за тази категория. Други вещества, като психеделиците (халюциногени) например, стимулират производсвото на допамин индиректно и вероятността към тях да се развие психическа зависимост, е нищожна. Те имат влияние върху серотонина в мозъка.
- Татул, представител на делириантите
- Тютюн
- Кокаин
- Кафе
- I. tricolor, съдържа алкалоида ергин

## Легален статут и обществени движения за легализация
Много психоактивни вещества са стриктно контролирани от закона и са забранени за производство, търговия и притежание. В много държави обаче съществуват обществени движения, насочени против криминализранто на „леките наркотици“ (напр. относно употребата на канабис в САЩ – legalize.org Архив на оригинала от 2008-05-09 в Wayback Machine., в България – Движение „Промена“ Архив на оригинала от 2005-04-04 в Wayback Machine.). В тази категория най-често влизат марихуана, хашиш, „магически гъби“ и др. халюциногени. Защитниците на този вид психоактивни вещества смятат, че със забраната на „леките наркотици“ се ограничава и правото на личната свобода и избор. Други аргументи са, че според редица научни изследвания „легалните наркотици“ (алкохол и тютюн) причиняват много по-значителни вреди и тежка зависимост от „леките дроги“ и халюциногените и средствата за борба с техните отрицателни ефекти са по-големи.
В много държави като Холандия, Швейцария, САЩ, Чехия, Уругвай, Португалия, Аржентина, Бразилия и други политиката на правителството е по-либерална и притежанието на определено количество „леки дроги“ за лично ползване е разрешено.
В България голяма част от психоактивните вещества са незаконни, но има и такива, върху които няма специален контрол, напр. много растения и билки.